# 高度計規正値
高度計規正値 （こうどけいきせいち、英語: altimeter setting）とは、気圧高度計の設定値で、高度ゼロに対応する気圧である。気圧高度計で国際標準大気によって気圧を高さに読み替えたものを　気圧高度（きあつこうど、英語: pressure altitude）と呼ぶが、実際の気圧と高度の関係は気象条件によって変動するため、正確な高度を得るためには補正（規正）が必要となる。
国際的には QNH、QFE、QNE の3種類の高度計規正値があり、日本では QNH と QNE が用いられる。これらはいずれもQ符号で、何かの英文の略称ではない。

## QNH
QNHは海抜高度を得るための規正値で、「飛行場標高における気圧高度計の示度が正しい海抜標高を指すよう規正されているとき、高度ゼロに対応する気圧」として算出される。一般的な気象用途で用いられる海面更正気圧とだいたい同じ値である。（正確には平均海面上3メートル/10フィートのとき正しく高度を示すように補正する数値であるため、極端な場合には数ヘクトパスカル異なることもある。）
QNHセッティングと呼ばれており、ある空港の管制塔から送られた海面気圧値を、高度計の気圧セット・ノブを回してその気圧値に合わせると、高度計の指示はそこでの海面上からの高度を指示するセッティングである。
航空機は、高度計のQNHセッティングの後に空港の滑走路を離陸して飛行するが、飛行途中の地域の海面気圧値が変化すると、高度計の指示は、海面気圧値が低い場合だと、高度計の指示した高度は同じにもかかわらず、実際の高度は、高度計が指示した高度より低くなり、海面気圧値が高い場合だと、高度計の指示した高度は同じにもかかわらず、実際の高度は、高度計が指示した高度より高くなり、他の航空機との間での高度差が維持できず、衝突などの非常に危険な状況となる。そこで、飛行途中において、その地域のその時刻で測定された海面気圧値を管制塔などから気圧情報として送り、高度計の気圧セット・ノブで送られた海面気圧値に合わせる修正（補正）を行っていくと、海面上からの実際の高度を高度計が指示しながら飛行することができ、他の航空機との間で一定の高度差を維持することができる。
日本（洋上を除く）では平均海面上14,000フィート以下でQNHに高度を規正しなくてはならない。これは国によって異なる（例えば米国では18,000フィート）。

## QFE
QFEは飛行場からの地上高度を得るための規正値であり、飛行場高度における気圧として定義される。QFEセッティングと呼ばれており、空港または着陸地点において高度計の気圧セット・ノブを回して高度計の指示を0ftに合わせるセッティングである。中国やロシアとその周辺諸国で用いられるほか、離着陸訓練（タッチアンドゴー）などで使用されることもある。

## QNE
QNE は国際標準大気どおり 1013.2 ヘクトパスカル（hPa）= 29.92 水銀柱インチ（inHg）を高度ゼロに対応させるもので、主に高高度の管制に用いられる。QNEセッティングと呼ばれており、高度計の気圧セット・ノブを回して29.92 inHgの気圧値に合わせるセッティングである。QNHでの気圧情報が送られない洋上または日本では平均海面上14,000フィート以上（米国では18,000フィート以上）で使用する。
QNE 設定での気圧高度（100フィート単位）をフライト・レベルという。ただし、QNHで飛行している航空機との高度差を維持するため、気圧が低い場合は最低利用可能フライトレベルが高くなる。

## 転移高度、転移レベル
航空機が離陸して低高度ではQNHまたはQFEセッティングを用いるが、ある程度の高度になるとQNEセッティングに切り換えなければならない。この高度を転移高度（Transition Altitude、TA）という。
また、上空から降下してQNEセッティングからQNHまたはQFEセッティングに切り換えるフライトレベルを転移レベル（Transition Level、TL）という。
TAやTLの値は国や地域によって異なる。（詳しくは「フライト・レベル」の項を参照）

## 日本での高度計規正の要領
出発地においてはその飛行場のQNHにセットする。QNHは通常は水銀柱インチ（inHg）で提供される。ただし、気象情報が提供されないなどの理由でQNHの値を入手できない場合には、出発点の標高に高度計を合わせる。
離陸後、平均海面上14,000フィート未満で飛行している間は飛行経路上の地点のQNHの値をセットする。航空交通管制機関と通信設定している場合、空域が換わったときや気圧が変わったときには通常新しいQNH値（海面気圧値）がその都度提供される。
14,000フィートよりも高い高度へ上昇する場合は、14,000フィートを通過するときにQNHからQNEにセットし直す。
降下中フライト・レベルからのQNHへの切り換えは、QNHに合わせた時点で14,000フィートになるように行う。14,000フィート未満では離陸後と同じ要領で高度計を規正する。
洋上等のQNH適用区域外を飛行する場合は、常にQNEをセットする。